# Рагозіно
Раго́зіно (рос. Рагозино) — присілок у складі Грязовецького району Вологодської області, Росія. Входить до складу Сидоровського сільського поселення.

## Населення
Населення — 53 особи (2010; 46 у 2002).
Національний склад (станом на 2002 рік):
- росіяни — 100 %